# Слон (Румунія)
Слон (рум. Slon) — село у повіті Прахова в Румунії. Входить до складу комуни Черашу.
Село розташоване на відстані 102 км на північ від Бухареста, 46 км на північ від Плоєшті, 47 км на південний схід від Брашова.

## Населення
За даними перепису населення 2002 року у селі проживала 2461 особа, усі — румуни. Усі жителі села рідною мовою назвали румунську.